# Vivy: Fluorite Eye’s Song
Vivy: Fluorite Eye's Song (ヴィヴィ -フローライトアイズソング- Vivi -Furōraito Aizu Songu-?) es una serie de animación original japonesa producida por Wit Studio y creada por Tappei Nagatsuki y Eiji Umehara. Se estrenó el 3 de abril de 2021. Una adaptación a manga de Morito Yamataka comenzó a serializarse en el sitio web Mag Comi de Mag Garden el 10 de abril de 2021, mientras que una serie de novelas comenzó a publicarse bajo el sello Mag Garden Books el 30 de abril de 2021.

## Personajes

### Inteligencias artificiales
Diva «Vivy» (ヴィヴィ Vivi?)
 Seiyū: Atsumi Tanezaki
Diva es la primera inteligencia artificial automatizada de tipo humano. Su directiva es «hacer felices a todos con la música». Ella es una cantante que sirve a la humanidad. Su primera seguidora la apodó «Vivy», nombre el cual ella misma terminó adoptando más tarde.
Matsumoto (マツモト?)
 Seiyū: Jun Fukuyama
Es una inteligencia artificial que viaja cien años desde el futuro para ver a Vivy. Su directiva es «prevenir la guerra entre las inteligencias artificiales y los humanos». Trabaja con Vivy para destruir todas las inteligencias artificiales. Es un charlatán y demasiado confiado, por lo que tiene una personalidad inusual para una inteligencia artificial.
Estella (エステラ Esutera?)
 Seiyū: Yōko Hikasa
Una inteligencia artificial salvavidas y la hermana menor de Vivy. Ella tiene la tarea de brindar atención a los humanos y garantizar su bienestar. Ella es dueña de un hotel espacial orbital llamado Sunrise, pero en el futuro está acusada de estrellar el hotel contra la Tierra. Se reveló que tiene una hermana gemela llamada Elizabeth y el culpable que la incriminó.
Elizabeth (エリザベス Erizabesu?)
 Seiyū: Yumi Uchiyama
Grace (グレイス Gureisu?)
 Seiyū: Satomi Akesaka

Ophelia (オフィーリア Ofīria?)
 Seiyū: Rina Hidaka
General Purpose Diva AI (汎用型歌姫AI?)
 Seiyū: Kaede Hondo
Navi (ナビ?)
 Seiyū: Asuna Tamari
Archive (アーカイブ Ākaibu?)
 Seiyū: Sayaka Ohara
Leclerc (ルクレール Rukurēru?)
 Seiyū: Aya Yamane
M (エム Emu?)
 Seiyū: Jun Fukushima
Katie (ケイティ Keiti?)
 Seiyū: Mariko Higashiuchi
Margaret (マーガレット Māgaretto?)
 Seiyū: Hisako Kanemoto
Antonio (アントニオ?)
 Seiyū: Rikiya Koyama

### Humanos
Osamu Matsumoto (松本 修 Matsumoto Osamu?)
 Seiyū: Takehito Koyasu, Mikako Komatsu (infancia)
Keita Hayashi
 Seiyū: Eizō Tsuda
Momoka Kirishima (霧島 モモカ Kirishima Momoka?)
 Seiyū: Miyu Tomita
Yōichi Aikawa (相川 ヨウイチ Aikawa Yōichi?)
 Seiyū: Masayuki Katō
Yūgo Kakitani (垣谷 ユウゴ Kakitani Yūgo?)
 Seiyū: Tarusuke Shingaki
Kuwana (桑名 Kuwana?)
 Seiyū: Tetsu Inada
Yuzuka Kirishima (霧島 ユズカ Kirishima Yuzuka?)
 Seiyū: Konomi Kohara
Tatsuya Saeki (冴木 タツヤ Saeki Tatsuya?)
 Seiyū: Kenshō Ono, Mutsumi Tamura (infancia)
Yui Kakitani (垣谷 ユイ Kakitani Yui?)
 Seiyū: Ayaka Asai

## Contenido de la obra

### Anime
Vivy: Fluorite Eye’s Song es una serie de televisión de anime creada y escrita por Tappei Nagatsuki y Eiji Umehara y producida por Wit Studio. La serie está dirigida por Shinpei Ezaki, con Yūsuke Kubo como asistente de dirección, los personajes son diseñados por loundraw con Yūichi Takahashi adaptándolos para la animación, y Satoru Kōsaki componiendo la música. La serie se estrenó el 3 de abril de 2021 en Tokyo MX y otros canales, con los dos primeros episodios estrenándose consecutivamente.
El portal Mipon se entrevistó con Tappei Nagatsuki y Eiji Umehara sobre su participación en la creación de la historia del anime original de WIT Studio, Vivy: Fluorite Eye’s Song. Ambos autores comentaron sobre la posibilidad de la creación de una secuela y otros aspectos de interés. Aniplex of America obtuvo la licencia de la serie fuera de Asia, y lo transmitió en Funimation. Tras la adquisición de Crunchyroll por parte de Sony, la serie se trasladó a Crunchyroll obteniendo la licencia de la serie fuera de Asia.
El 1 de septiembre de 2021, Funimation anunció que la serie recibió un doblaje en español latino, que se estrenó el 16 de septiembre (capítulo 1 al 5) y 23 de septiembre (capítulo 6 al 12). Tras la adquisición de Crunchyroll por parte de Sony, el doblaje se trasladó a Crunchyroll.

### Novela ligera
La editorial Mag Garden listó el lanzamiento de una novela ligera titulada Vivy: Prototype, escrita por Tappei Nagatsuki y Eiji Umehara e ilustrada por Ioundraw. Fue lanzada el 30 de abril de 2021 en Japón, y es una novelización del anime original de WIT Studio, Vivy: Fluorite Eye’s Song. La descripción indica: «Con el desarrollo de la ciencia, la IA se han convertido en parte indispensable de la vida humana. Vivi, también conocida como la “Diva”, es una IA que ha estado cantando en Nearland, uno de los parques temáticos más grandes de Japón, atrayendo a las personas con su hermosa voz y alegrando sus días. La aparición de Matsumoto, una IA desconocida le explica que proviene de cien años en el futuro, y pide su cooperación para detener la guerra entre la humanidad y las IA. La historia de la IA más antigua, creada para cantar, y una IA del futuro, creada para detener la destrucción de la humanidad, este es el comienzo»

#### Lista de volúmenes
| Volúmenes de novelas ligeras publicadas | Volúmenes de novelas ligeras publicadas | Volúmenes de novelas ligeras publicadas |
| Número                                  | Fecha de lanzamiento                    | ISBN                                    |
| --------------------------------------- | --------------------------------------- | --------------------------------------- |
| 1                                       | 30 de abril de 2021                     | ISBN 978-4-8000-1064-3                  |
| 2                                       | 31 de mayo de 2021                      | ISBN 978-4-8000-1083-4                  |
| 3                                       | 30 de junio de 2021                     | ISBN 978-4-8000-1107-7                  |
| 4                                       | 30 de julio de 2021                     | ISBN 978-4-8000-1108-4                  |

### Manga
Una adaptación a manga con arte de Morito Yamataka, se serializó en el sitio web Mag Comi de Mag Garden, desde el 10 de abril de 2021 al 10 de agosto de 2021. Sus capítulos individuales se recopilaron en cuatro volúmenes tankōbon.

##### Lista de volúmenes
| Volúmenes de manga publicados | Volúmenes de manga publicados | Volúmenes de manga publicados |
| Número                        | Fecha de lanzamiento          | ISBN                          |
| ----------------------------- | ----------------------------- | ----------------------------- |
| 1                             | 10 de agosto de 2021          | ISBN 978-4-8000-1122-0        |
| 2                             | 7 de abril de 2022            | ISBN 978-4-8000-1194-7        |
| 3                             | 10 de enero de 2023           | ISBN 978-4-8000-1285-2        |
| 4                             | 7 de septiembre de 2023       | ISBN 978-4-8000-1367-5        |